# Промышленность Шанхая

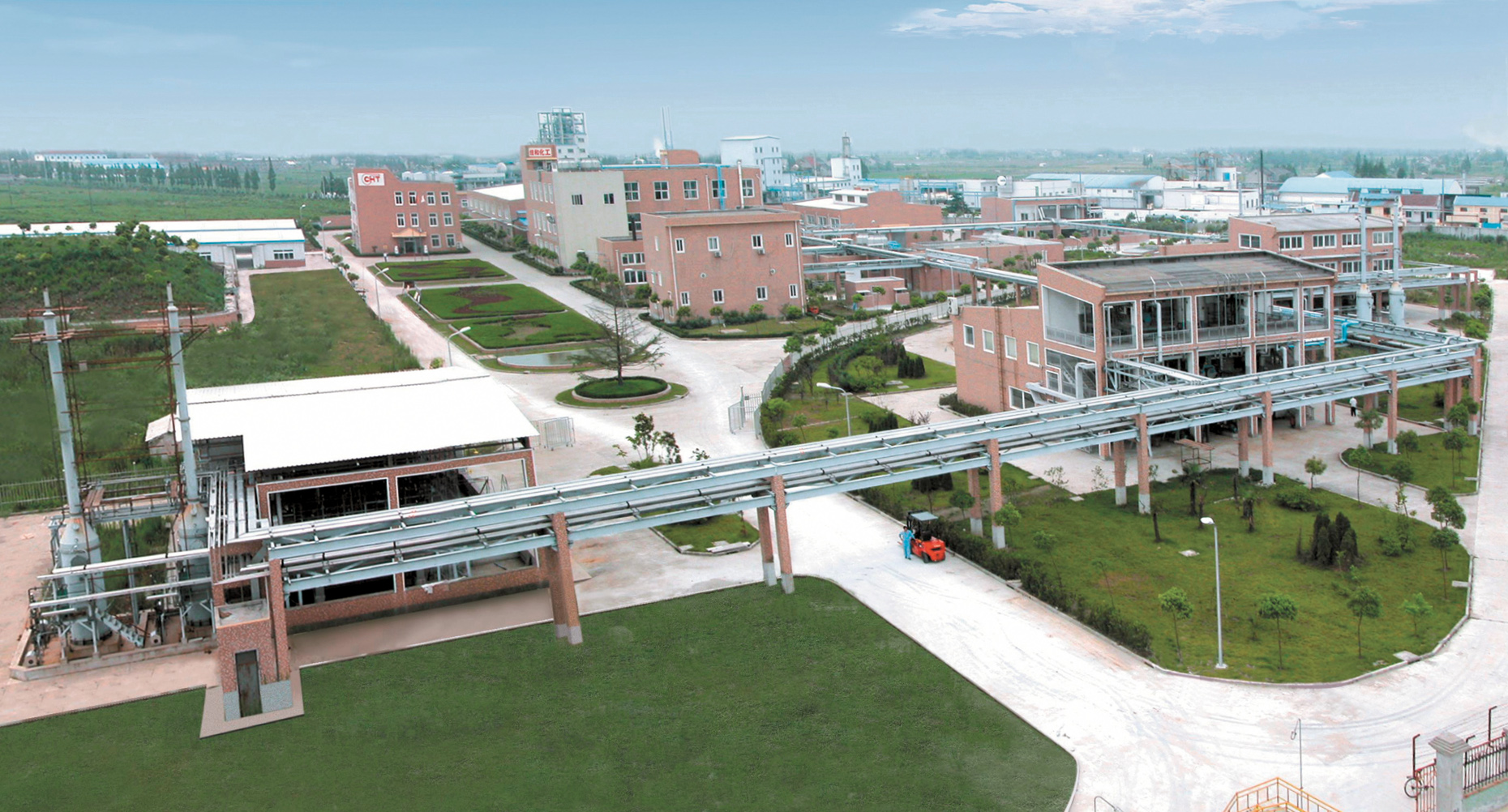
Химический завод немецкой компании CHT Group

Шанхай является крупнейшим промышленным центром Китая и одним из крупнейших промышленных узлов в мире. Здесь получили всестороннее развитие такие отрасли, как машиностроение, металлургия, химическая, нефтехимическая, фармацевтическая, текстильная, швейная и пищевая промышленность, электроэнергетика и производство стройматериалов. Промышленные предприятия Шанхая ориентируются как на растущий внутренний рынок Китая, так и на внешние рынки. Большое значение для развития промышленности Шанхая имеют прямые иностранные инвестиции и глобальные цепочки поставок.  

## Занятость

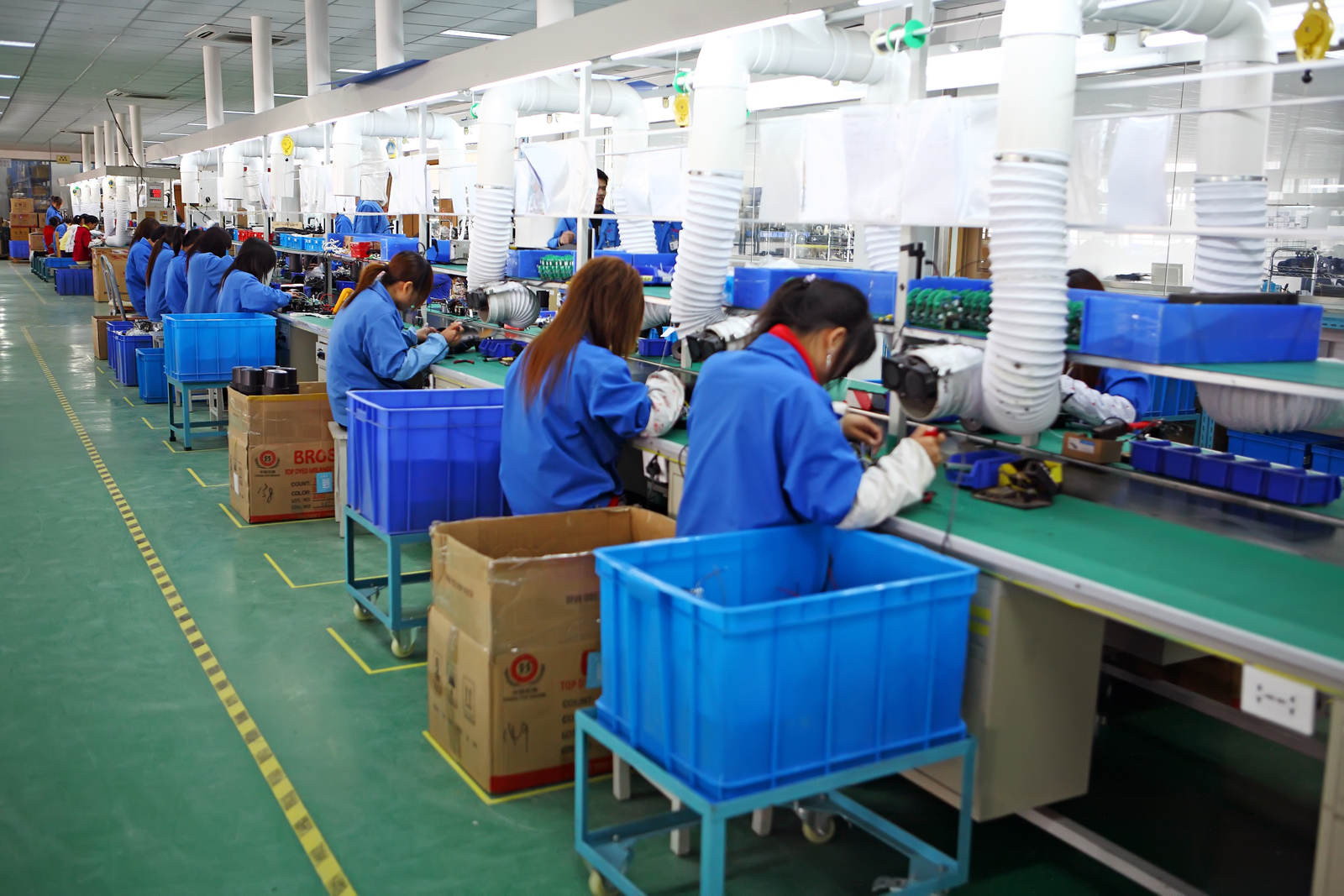
Сборочный цех компании Jinbei Photographic Equipment

По состоянию на 2019 год во вторичном секторе экономики Шанхая было занято 3,35 млн человек, в том числе в обрабатывающей промышленности — 2,34 млн и в строительстве — более 1 млн. Значительная часть промышленных рабочих ежедневно приезжает в Шанхай из соседних городов Наньтун, Сучжоу, Уси, Чанчжоу, Цзясин, Ханчжоу, Шаосин и Нинбо.

## Зонирование

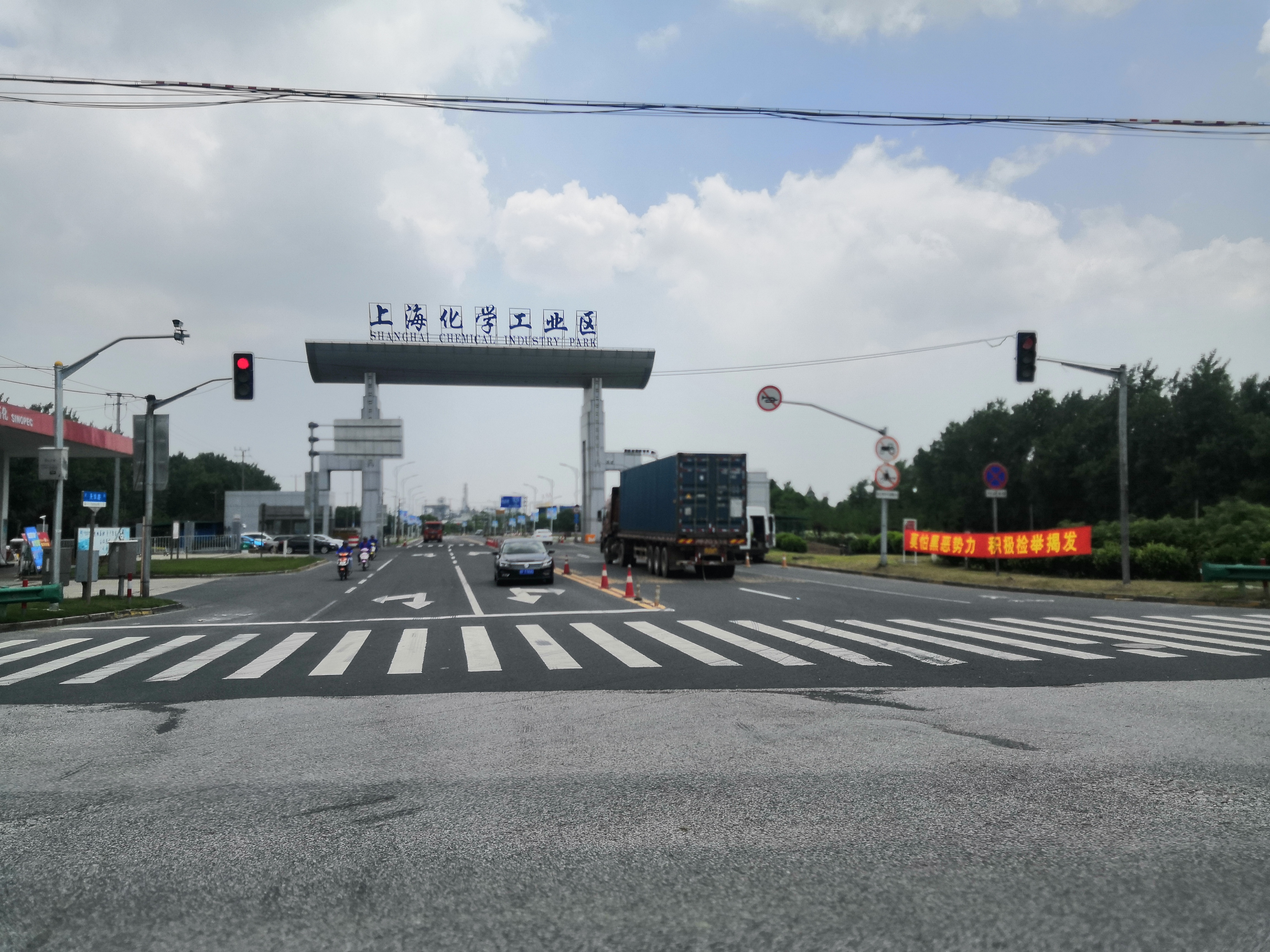
Въезд в Shanghai Chemical Industry Park

В Шанхае расположено несколько крупных промышленных кластеров: 
- Shanghai International Automobile City (Цзядин)
- Shanghai Jiading Industrial Zone (Цзядин)
- Shanghai Baoshan Industrial Zone (Баошань)
- Shanghai Chongming Industrial Zone (Чунмин)
- Shanghai Jinshan Industrial Zone (Цзиньшань)
- Shanghai Fengjing Industrial Zone (Цзиньшань)
- Shanghai Qingpu Industrial Zone (Цинпу)
- Shanghai Songjiang Industrial Zone (Сунцзян)
- Shanghai Xinzhuang Industrial Zone (Миньхан)
- Shanghai Pudong Kangqiao Industrial Zone (Пудун)
- Shanghai Industrial Comprehensive Development Zone (Фынсянь)
- Shanghai Minhang Economic and Technological Development Zone (Миньхан)
- Shanghai Pudong Economic and Technological Development Zone (Пудун)
- Shanghai Chemical Industry Park (Фынсянь)
- Shanghai Fengpu Industrial Park (Фынсянь)
- Shanghai Jianghai Economic Park (Фынсянь)
- Shanghai Pudong Heqing Industrial Park (Пудун)
- Shanghai Zhoupu Zhihui Industrial Park (Пудун)
- Shanghai Xinyang Industrial Park (Сунцзян)
- Shanghai Zizhu High-Tech Park (Миньхан)
- Shanghai Pujiang Hi-Tech Park (Миньхан)
- Shanghai Zhangjiang High-Tech Park (Пудун)
- Shanghai Caohejing Hi-Tech Park (Сюйхой)
- Shanghai Jiading Hi-Tech Park (Цзядин)
- Shanghai Fuhua Hi-Tech Park (Цзядин)
- Shanghai Caohejing Export Processing Zone (Сюйхой)
- Shanghai Jiading Export Processing Zone (Цзядин)
- Shanghai Jinqiao Export Processing Zone (Пудун)
- Shanghai Minhang Export Processing Zone (Миньхан)
- Shanghai Qingpu Export Processing Zone (Цинпу)
- Shanghai Songjiang Export Processing Zone (Сунцзян)

## Крупнейшие компании
Крупнейшими китайскими промышленными компаниями, базирующимися в Шанхае, являются:
- SAIC Motor (производство автомобилей)
- China Baowu Steel Group (металлургия)
- Sinopharm Group (фармацевтика)
- China State Shipbuilding Corporation (судостроение)
- Shanghai Construction Group (строительство)
- Shanghai Pharmaceuticals (фармацевтика)
- Shanghai Electric Group (энергетическое оборудование)
- Fosun Pharma (фармацевтика)
- SMIC (полупроводники)
- WuXi AppTec (фармацевтика)
- Bright Food (продукты питания)
- Want Want China (продукты питания)

В 2022 году на новые стратегические отрасли промышленности пришлось около 42 % объема производства крупных промышленных предприятий Шанхая. Среди приоритетных направлений — электромобили, пассажирские самолёты, медицинское оборудование, фармацевтика, новые материалы, полупроводники и искусственный интеллект.

## Электроэнергетика
Основу электроэнергетики Шанхая составляют угольные и газовые теплоэлектростанции. В пятёрку крупнейших угольных ТЭС входят «Вайгаоцяо» (Пудун), «Шидункоу» (Баошань), «Цаоцзин» (Цзиньшань), «Уцзин» (Миньхан) и «Баостил» (Баошань). В тройку крупнейших газовых ТЭС входят «Линьган» (Пудун), «Миньхан» (Миньхан) и «Шидункоу» (Баошань). 
Активно развиваются ветряные электростанции (особенно вдоль побережья районов Фынсянь, Пудун и Чунмин) и солнечные электростанции. Крупнейшими операторами электростанций являются State Power Investment Corporation, которая контролирует Shanghai Electric Power Company, и муниципальная Shenergy Group. Значительную часть электроэнергии Шанхай импортирует из соседних провинций Чжэцзян и Цзянсу, в том числе с АЭС Циньшань, АЭС Фанцзяшань, АЭС Саньмэнь и АЭС Тяньвань.

## Машиностроение

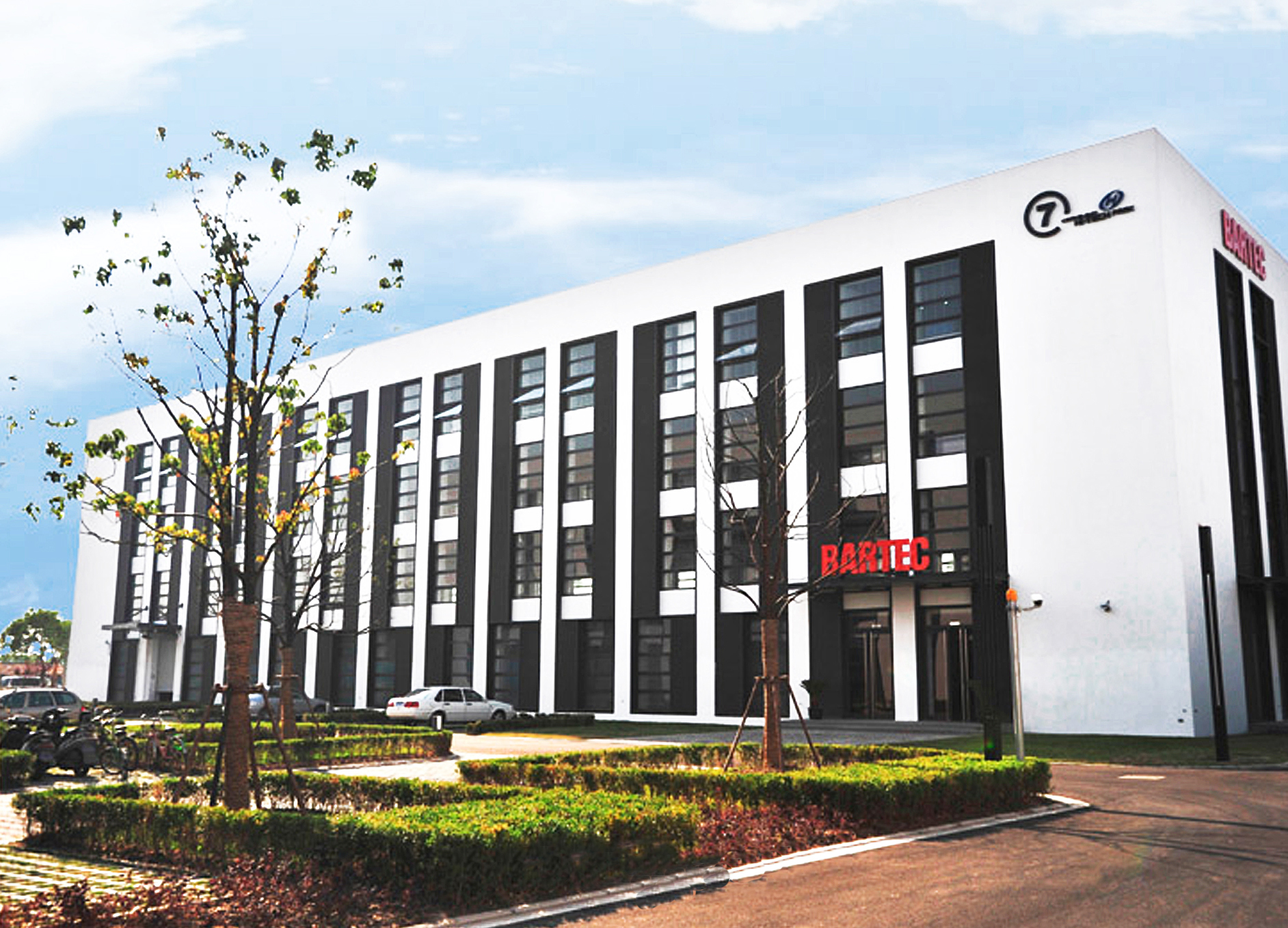
Завод промышленного оборудования немецкой компании Bartec

Машиностроение является ведущим сектором промышленности Шанхая. Предприятия города производят легковые и грузовые автомобили, автобусы, автомобильные комплектующие, морские и речные суда, пассажирские самолёты, энергетическое, пищевое, текстильное и химическое оборудование, лифты, эскалаторы, краны, микросхемы, компьютеры, ноутбуки, смартфоны, бытовую электротехнику. 

### Автомобилестроение

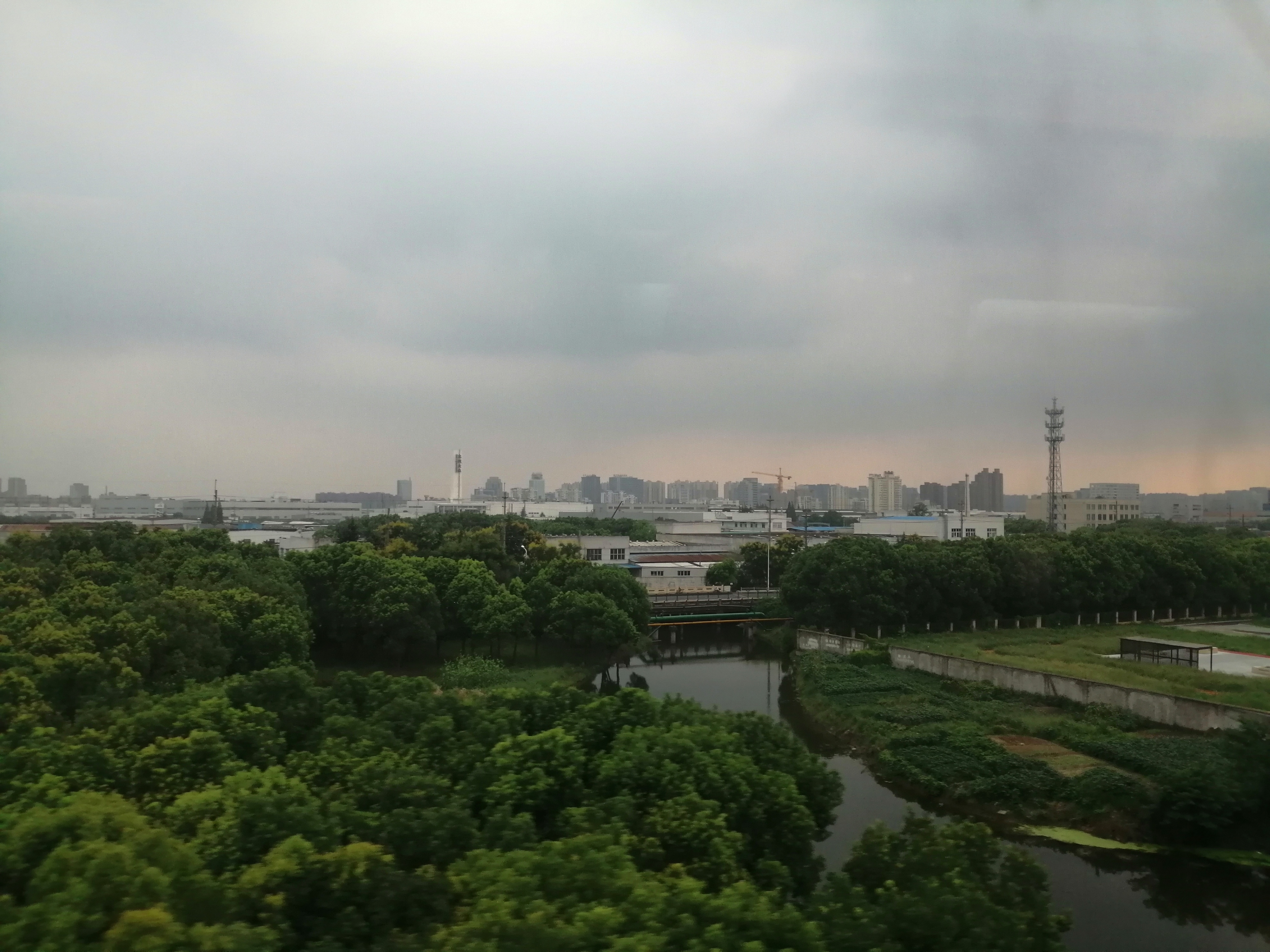
Автосборочный завод SAIC Volkswagen

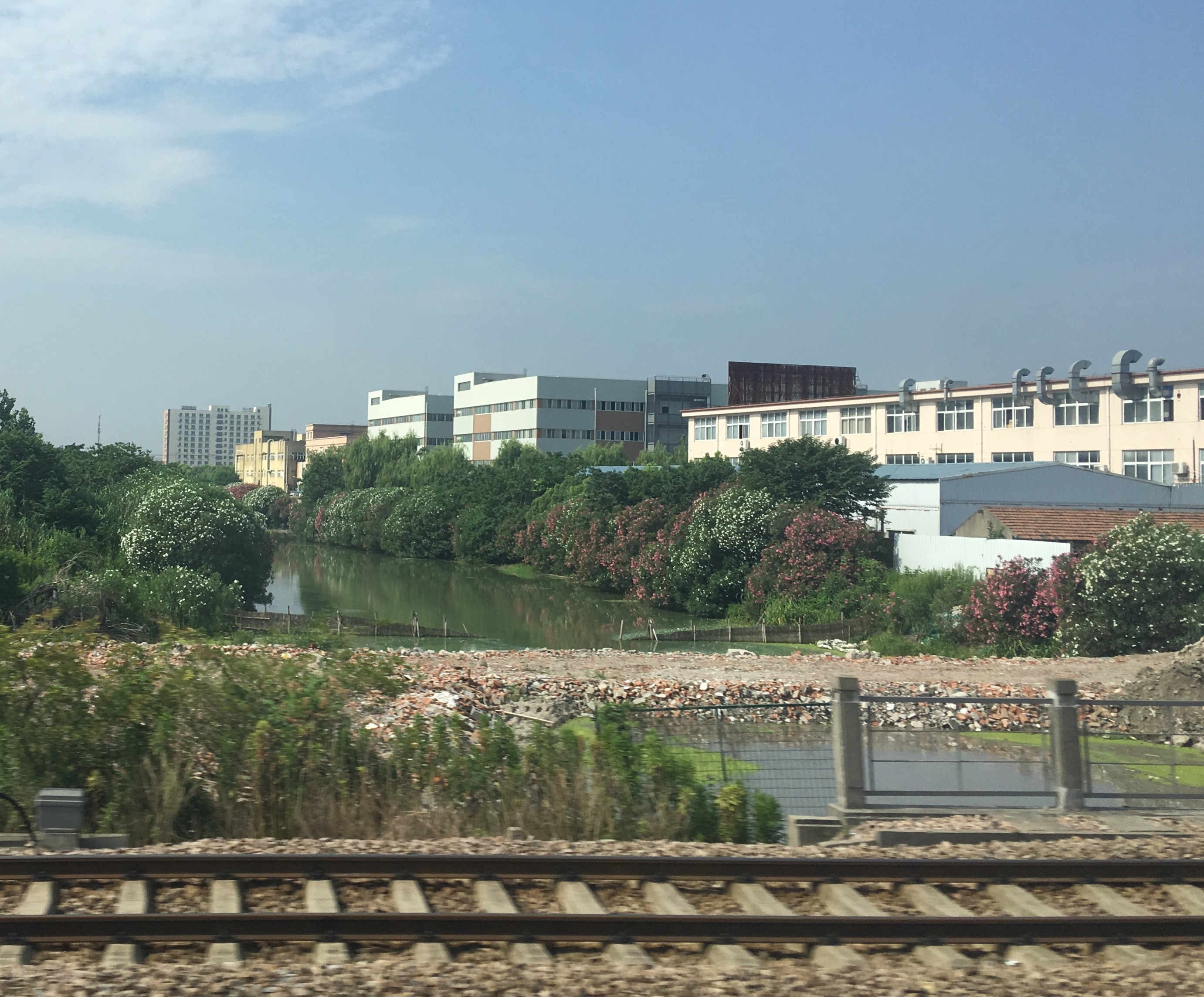
Промышленный парк Шапу в районе Аньтин

По итогам 2021 года в Шанхае было произведено 2,83 млн автомобилей или 10,7 % всех автомобилей, собранных в Китае. Главным центром автомобильной промышленности города является Shanghai International Automobile City в районе Аньтин (Цзядин).
В Шанхае базируются крупнейший производитель автомобилей в Китае SAIC Motor, производитель автобусов Sunlong Bus, производитель грузовиков и дизельных двигателей Kama, производители электромобилей NIO, IM Motors и Aiways Automobiles, а также проектный центр Volvo. 
Крупнейшими автосборочными площадками Шанхая являются:
- SAIC Motor
  - SAIC Volkswagen Automotive (совместное предприятие SAIC и Volkswagen)
  - SAIC General Motors (совместное предприятие SAIC и General Motors)
  - IM Motors (совместное предприятие SAIC и Alibaba Group)
  - SAIC Maxus Automotive
- Tesla Shanghai
- Toyota Motor

Кроме того, Шанхай является крупнейшим в Китае центром производства автомобильных комплектующих (двигатели, трансмиссии, рамы, элементы кузова, колёса, системы рулевого управления, электропроводка, стёкла, зеркала, фары, лампы, сиденья, ремни безопасности, обшивка салона, кондиционеры, аккумуляторы); здесь базируются крупные производители деталей и комплектующих Huayu Automotive Systems (HASCO), Yanfeng Automotive Interiors, Shanghai New Power Automotive Technology, Dongfeng Electronic Technology, Shanghai Shenda, Lian Sheng Automation Engineering, SAIC Volkswagen Power Battery, HT-SAAE (Shanghai Aerospace Automobile Electromechanical), Shanghai Pret Composites, Shanghai Xinpeng Industry, Daimay Automotive Interior, Songz Automobile Air Conditioning, Baolong Automotive Corporation, Shuanglin Auto Parts, Fuyao Glass, Dazhong Allied Developing и Shanghai Huizhong Automotive Manufacturing, а также предприятия международных компаний Aptiv, Robert Bosch, ThyssenKrupp, Valeo, Hino Motors, MHI Turbocharger, Taiwan Prosperity Electric (Shanghai Prosperity Electric), Shanghai Yaohua Pilkington Glass Group, Tarus Automotive Technology и BorgWarner.

### Судостроение

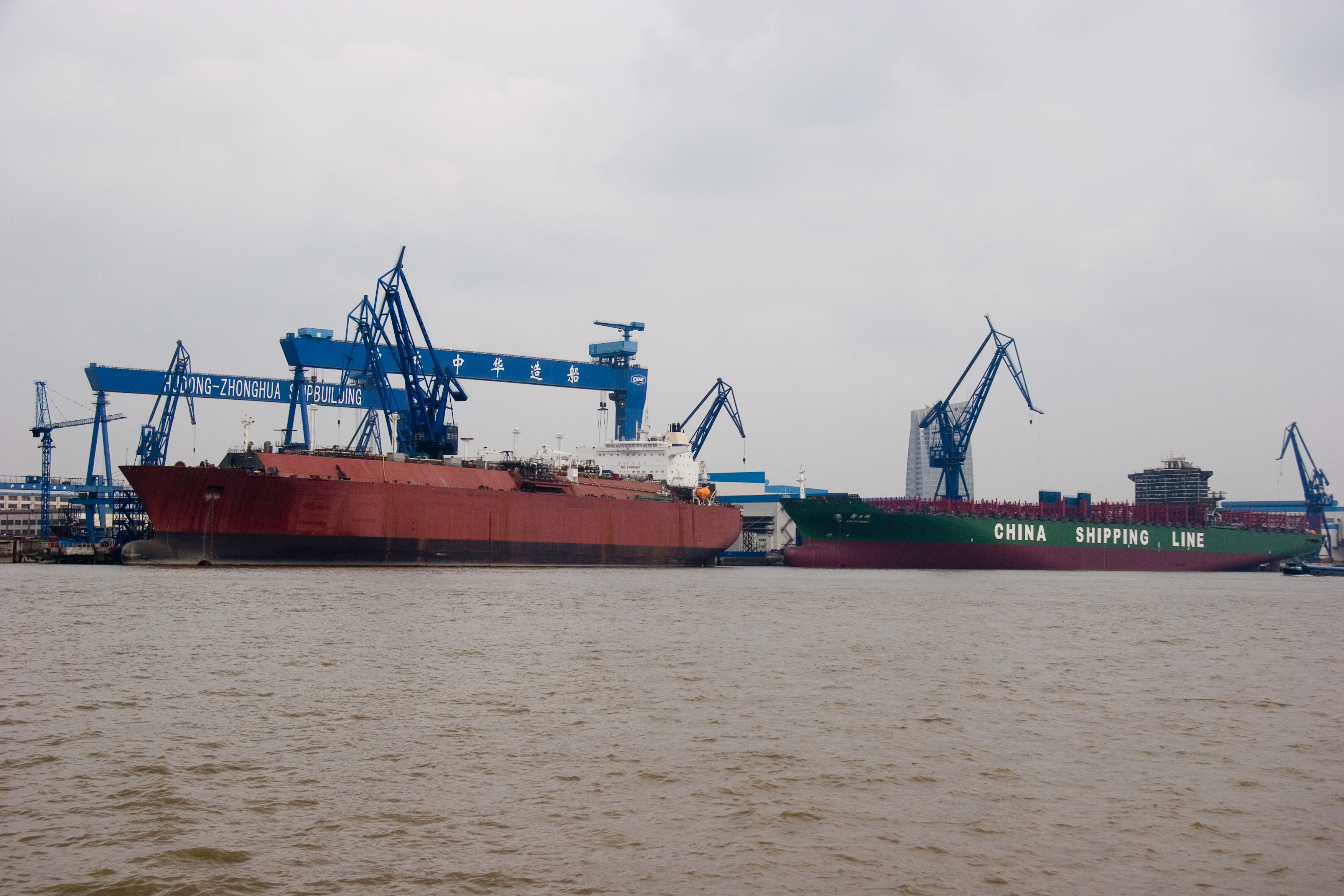
Судостроительная верфь Hudong–Zhonghua Shipbuilding

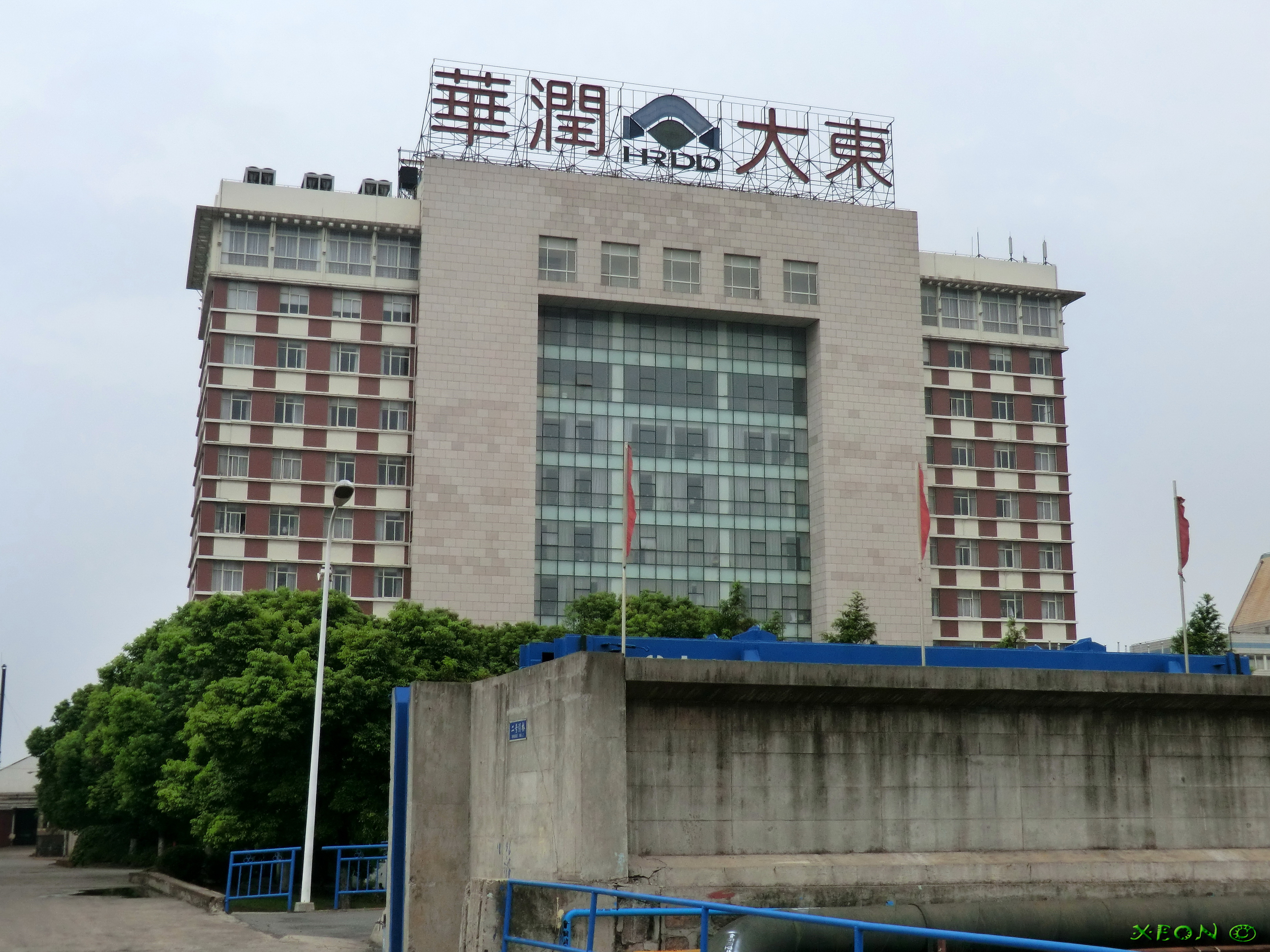
Офис Huarun Dadong Dockyard

Шанхай является крупнейшим судостроительным и судоремонтным центром Китая, здесь расположены три предприятия, входящие в состав крупнейшей в мире судостроительной группы China State Shipbuilding Corporation (China CSSC Holdings):
- Jiangnan Shipyard (танкеры для перевозки нефти, газа и химических изделий, ролкеры, балкеры, контейнеровозы, озёрные сухогрузы, суда-трубоукладчики, авианосцы, эсминцы, корабли слежения за спутниками и межконтинентальными баллистическими ракетами)
- Hudong–Zhonghua Shipbuilding (контейнеровозы, газовозы, ролкеры, балкеры, фрегаты и десантные корабли)[31]
- Shanghai Waigaoqiao Shipbuilding (круизные лайнеры, самоподъёмные буровые установки и суда для обслуживания нефтегазовых платформ)

Кроме того, в Шанхае базируется несколько компаний, выпускающих инженерные суда, комплектующие и оборудование для судов, в том числе ZPMC, ABB Marine & Ports, Shanghai Hudong Marine Diesel, Shanghai Hudong Forging и Shanghai Marine Instrument.

### Авиаракетная промышленность
Шанхай является крупным центром авиационной, авиаремонтной и ракетной промышленности, в городе расположены авиастроительный завод Commercial Aircraft Corporation of China (пассажирские самолёты), авиаремонтный завод Boeing Shanghai Aviation Services, завод авиадвигателей Aero Engine Corporation of China, ракетный завод China Aerospace Science and Technology Corporation и завод электрических летательных аппаратов с вертикальным взлетом Shanghai TCab Technology.

### Электронная и электротехническая промышленность

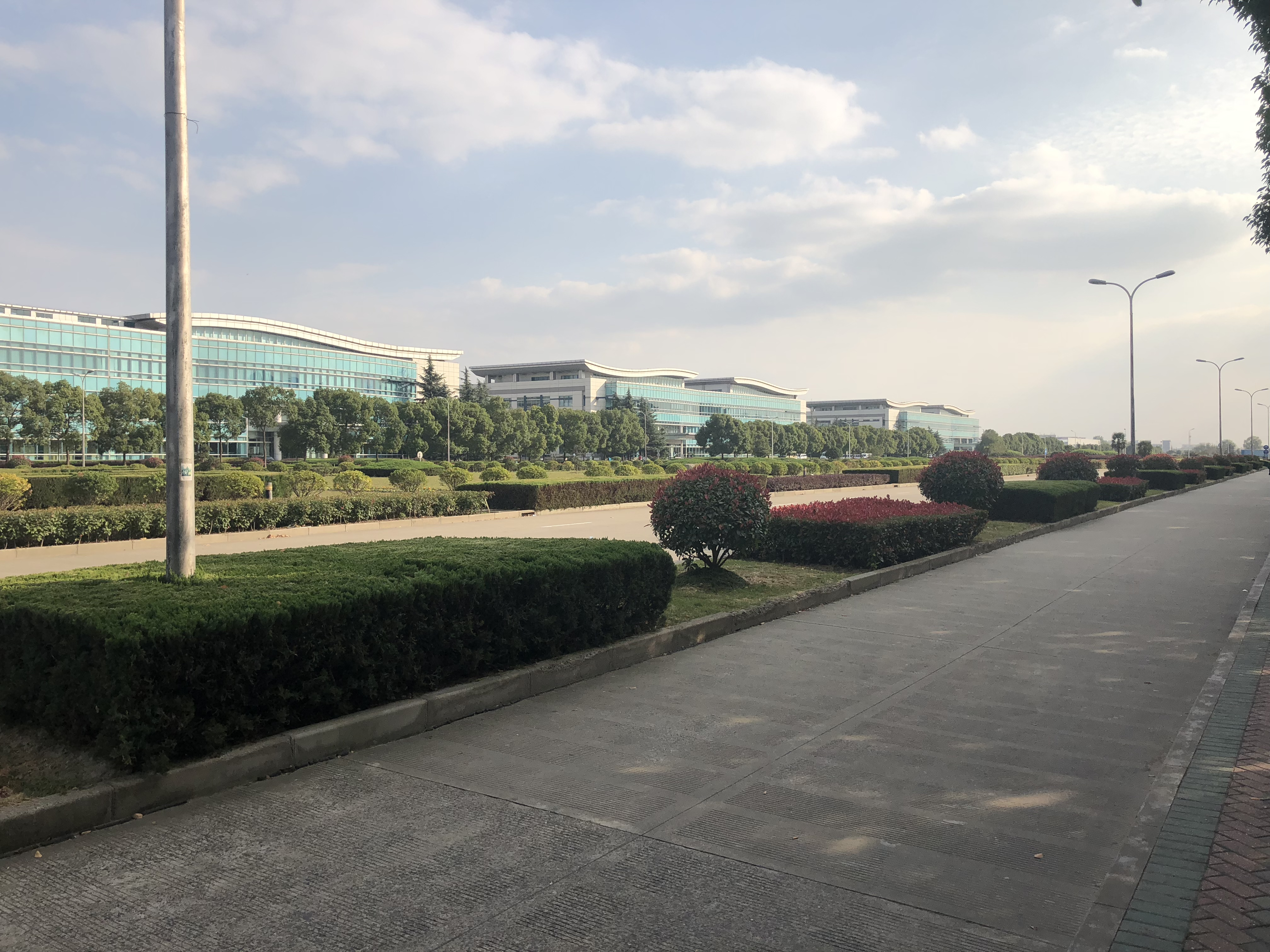
Промышленный парк Quanta Shanghai Manufacturing City

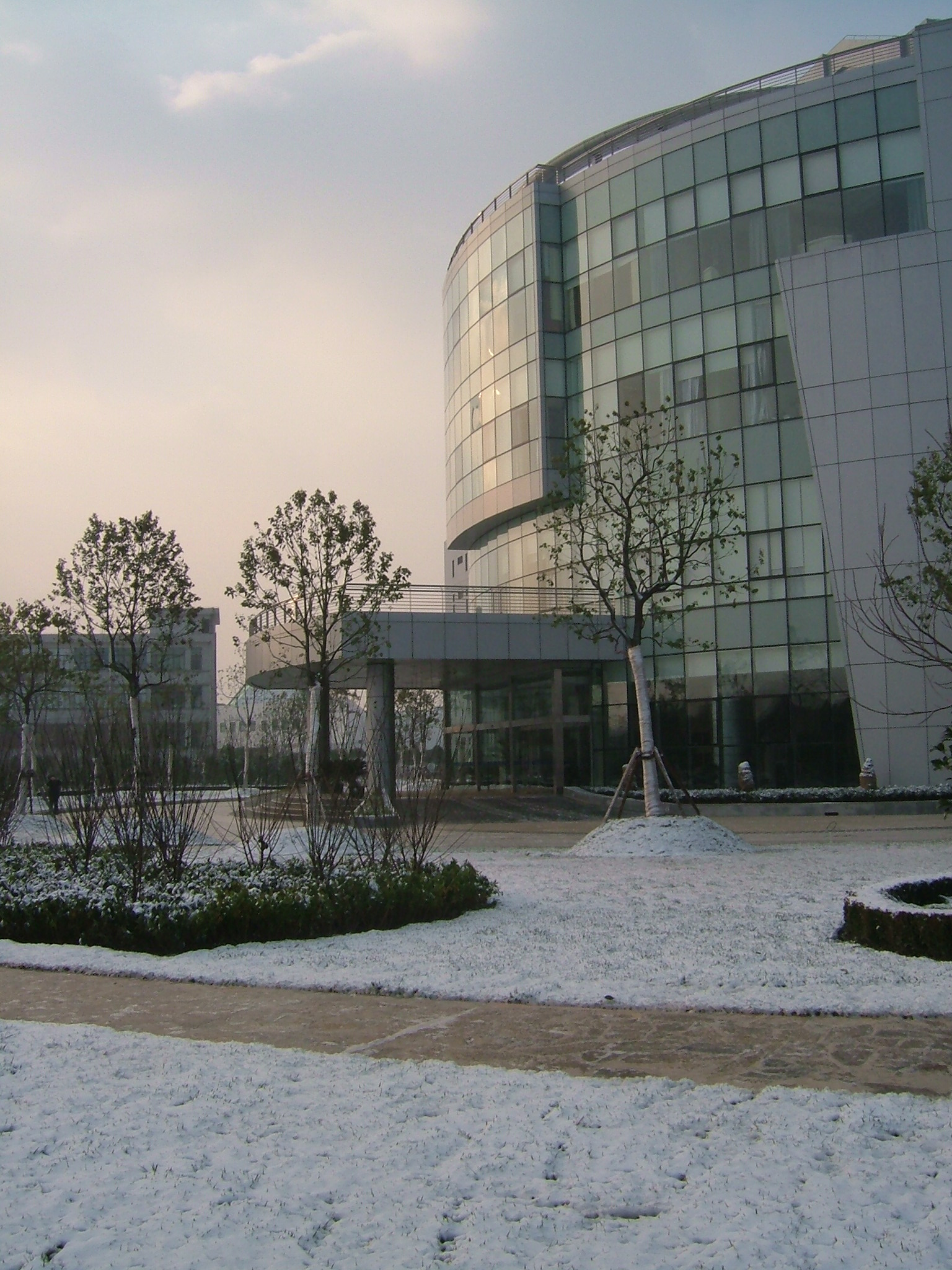
Шанхайский офис тайваньского производителя микросхем ASE Group

В Шанхае базируется несколько крупных производителей бытовой и промышленной электроники:
- Tesla China (накопители энергии и аккумуляторные батареи)[38]
- Universal Scientific Industrial (средства беспроводной связи, компьютеры, устройства для хранения данных, бытовая, медицинская и автомобильная электроника)[39][40].
- Huaqin Technology (мобильные телефоны, планшеты, ноутбуки, умные часы и автомобильная электроника)[41].
- Longcheer Technology (мобильные телефоны, планшеты, умные часы и колонки, шлемы виртуальной реальности)[42].
- Opple Lighting (осветительная продукция)[43].
- Inesa Intelligent Tech (дисплеи, телевизионные приставки, металлодетекторы, микросхемы и другие электронные компоненты)[44].
- Shanghai Feilo Acoustics (осветительная продукция, аудиотехника и индукторная электроника)[45]
- Everdisplay Optronics (дисплеи для смартфонов, умных часов, видеокамер, ноутбуков, планшетов и навигаторов)[46]
- Warom Technology (осветительная продукция, солнечные панели, оптоэлектроника и системы промышленной автоматизации)[47]

Важное значение имеет производство печатных плат и микросхем, особенно для мобильных телефонов и автомобилей. Крупнейшими производителями полупроводниковой продукции в Шанхае являются SMIC, Shanghai Huahong Group (включая дочерние Hua Hong Semiconductor, Huahong Integrated Circuit, Huada Electronic Design и Huali Microelectronics), OmniVision, TSMC, ASE Group, Panasonic, Huawei, Unisoc, Leadcore Technology, InfoTM Microelectronics, Brite Semiconductor, Goldenmax International Technology, Amlogic, Jabil Circuit, Nanya New Material Technology, ICkey Shanghai Internet & Technology, Seiko Instruments и Diodes Incorporated.
Крупнейшими предприятиями по производству средств связи и телекоммуникационного оборудования являются Pegatron (Protek Shanghai Limited), Cambridge Industries Group (CIG), Hi-P International (Hi-P Lens Technology), Fujikura, Ericsson и Nokia Networks.
В секторе компьютерной техники и компьютерных комплектующих (настольные компьютеры, ноутбуки, планшеты, мониторы, серверы, флэш-карты памяти) в Шанхае работают предприятия тайваньских компаний Pegatron (Protek Shanghai Limited), Quanta Computer (Tech-Com Shanghai Computer, Zhan Yun Shanghai Electronics, RoyalTek International), Foxconn и Inventec, китайских компаний Lenovo и Tianma Microelectronics, корейской компании LG Electronics, американских компаний Western Digital и Kingston Technology. 
В секторе бытовой электроники и электротехники (телевизоры, холодильники, кондиционеры, вентиляторы, кухонные вытяжки, стиральные машины, сушилки для белья, утюги, электроплиты, посудомоечные машины, водонагреватели, микроволновые печи, тостеры, миксеры, электрочайники, электрические устройства для стрижки и бритья, фены, электрические зубные щётки, пылесосы, осветительные приборы, видео- и фотокамеры, умные часы, игровые приставки) представлены предприятия китайской компании Flyco Electrical Appliance, сингапурской компании Hi-P International (Hi-P Shanghai Housing Appliance) и немецкой компании Vorwerk.

### Приборостроение
В Шанхае производят широкий спектр контрольно-измерительных и оптических приборов, систем обработки данных и автоматизированных систем управления, медицинского и фармацевтического оборудования. Крупнейшими предприятиями являются United Imaging Healthcare, Shanghai Kehua Bio-Engineering, Tofflon Science and Technology Group, Kindly Enterprise Development Group, Jabil Circuit, Sunny Optical Technology, Agilent Technologies, ABB Engineering, Siemens Medical Equipment, Carl Zeiss, Endress+Hauser, Karl Storz и Covidien.

### Производство подъёмного оборудования

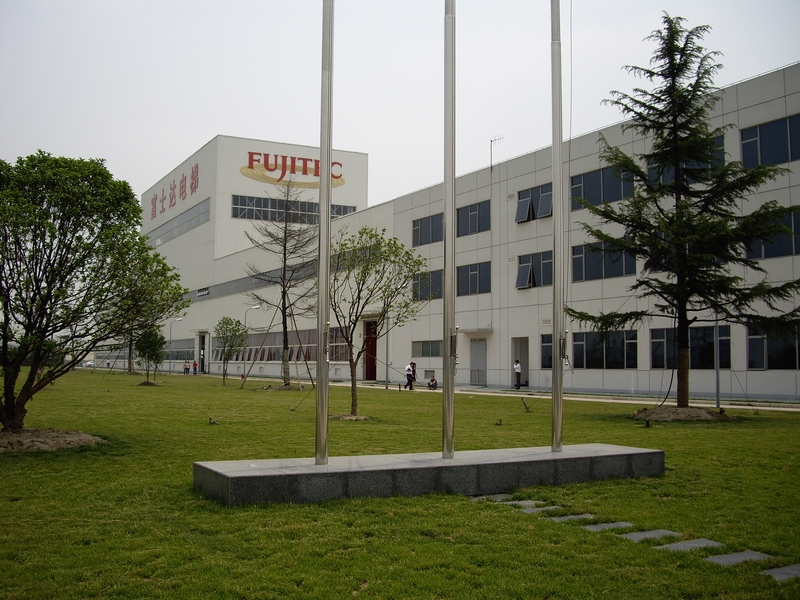
Завод подъёмного оборудования японской компании Fujitec

Шанхай является крупным центром по производству подъёмного и складского оборудования. Крупнейшими игроками на этом рынке являются Shanghai Zhenhua Heavy Industries (портовые и судостроительные краны), Schindler (лифты и эскалаторы), Otis Elevator (эскалаторы и конвейеры), Mitsubishi Elevator (лифты и эскалаторы), Fujitec (лифты, эскалаторы и конвейеры) и Toshiba Elevator (лифты).

### Производство промышленного оборудования

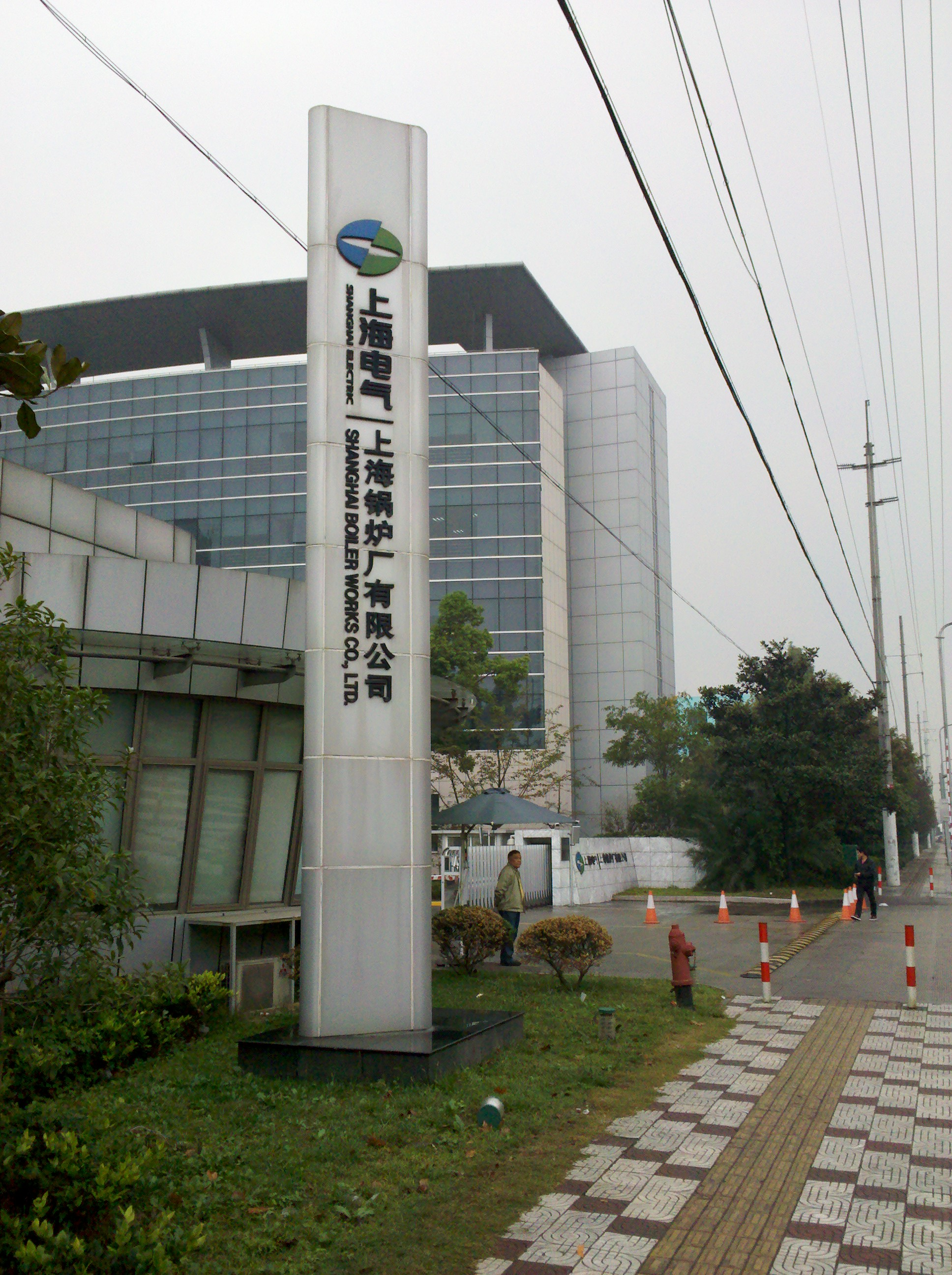
Завод Shanghai Boiler Works — подразделение Shanghai Electric Group

В Шанхае производится широкий спектр оборудования и станков для различные отраслей промышленности. Шанхай занимает первое место в Китае по производству промышленных роботов. Крупнейшими предприятиями являются:
- Shanghai Electric Group (энергетическое, химическое, полиграфическое и упаковочное оборудование)
  - Shanghai Electric Power Generation Group
  - Shanghai Electric Power T&D Group
  - Shanghai Electric Wind Power Group
  - Shanghai Electric Group Nuclear Power Corporation
  - Shanghai Electric Heavy Industry Group
  - Shanghai Mechanical & Electrical Industry
  - Shanghai Electric Environmental Protection Group
  - Shanghai Electric Automation Group
  - Shanghai Boiler Works
  - Shanghai Machine Tool Works
  - Shanghai Prime Machinery
  - Suzhou THVOW Technology
- Shanghai CIMC Baowell Industries (контейнеры и другое транспортное оборудование)
- Jinko Solar (солнечные панели)[58]
- JA Solar (солнечные панели)
- Shanghai Highly Group (компрессоры для холодильного оборудования и автомобилей)[59]
- Kaishan Group (компрессоры, холодильное и энергетическое оборудование)[60]
- Sieyuan Electric (энергетическое и электротехническое оборудование)[61]
- Chint Electric (энергетическое и электротехническое оборудование)[62]
- ABB Engineering (промышленные роботы и системы автоматизации)[63][64]
- Shanghai STEP Electric Corporation (оборудование для лифтов, промышленные роботы и системы автоматизации)[65]
- Shanghai Liangxin Electrical (электротехническое оборудование)[66]
- Envision Group (ветроэнергетическое оборудование)
- Taisheng Wind Power Equipment (ветроэнергетическое оборудование)[67]
- Yongli Belting Group (конвейерные ленты)[68]
- Shang Gong Group (швейное оборудование)[69]
- Advanced Micro-Fabrication Equipment (оборудование для электронной промышленности)[70]
- Shanghai Micro Electronics Equipment (оборудование для электронной промышленности)
- Moons’ Electric (электродвигатели и электротехническое оборудование)[71]
- Dürr Paintshop Systems Engineering (лакокрасочное оборудование)[72]
- Shanghai Honghua Offshore Oil and Gas Equipment (буровое оборудование и морские платформы)
- Sany Heavy Industry (дорожно-строительная техника)
- Lonking Holdings (дорожно-строительная техника)
- Sandvik (дорожно-строительная техника)
- FANUC (промышленные роботы)
- AgiBot (антропоморфные роботы)[73]
- Festo (пневмоавтоматика и системы автоматизации)
- Ingersoll Rand (компрессоры и насосы)
- Tesla (накопители энергии Megapack)[74]

## Химическая промышленность
Нефтехимические комбинаты Shanghai Petrochemical (Цзиньшань) и Shanghai Gaoqiao (Пудун и Цзиньшань), входящие в состав Sinopec Group, производят этилен, синтетические смолы, химические волокна, полимеры, пластмассы, каучуки, бензин, дизельное топливо, смазочные материалы, химические моющие средства, удобрения и краски.
Крупным химическим кластером является Shanghai Chemical Industry Park, расположенный в районе Фынсянь. Здесь базируются нефтехимический завод Shanghai Secco Petrochemical (совместное предприятие Sinopec Group и BP Chemicals), химические заводы BASF, Covestro, Evonik Industries, CEPSA, Air Liquide, DuPont, Huntsman Corporation, Invista, 3M Special Materials, Mitsui Chemicals, Mitsubishi Gas Chemical, Showa Electronic Chemical Materials, Hanko Chemical и Bode Fine Chemicals.
В Шанхае базируется несколько крупных химических компаний, в том числе Shanghai Huayi Group (включая дочерние компании Double Coin, Shanghai Tianyuan Group, Shanghai Coking & Chemical, Shanghai Chlor-Alkali Chemical и Shanghai Wujing Chemical), Zijiang Enterprise Group, Shanghai Jahwa United, Yongguan Adhesive Products, Huide Science & Technology и PhiChem Corporation. Кроме того, в Шанхае расположены химические предприятия компаний Hengyi Petrochemical, Merck Display Materials, Merck Chemicals, Michelin, Giti Tire, Caltex, SK Energy, Henkel Group, Nippon Paint, Axalta и Honeywell UOP, фабрика зубной пасты Unilever.

### Фармацевтика и медицинская продукция
Шанхай является крупным центром по производству лекарств и медицинских материалов. В городе базируются четыре фармацевтические компании, входящие в число крупнейших фармацевтических компаний мира — Sinopharm Group, Shanghai Pharmaceuticals, Fosun Pharma и WuXi AppTec. Также в Шанхае расположено несколько средних фармацевтических компаний, в том числе Shanghai Shyndec Pharmaceutical, Luoxin Pharmaceutical, RAAS Blood Products, Junshi Biosciences и STA Pharmaceutical.  
Кроме того, в городе работают предприятия по выпуску медицинской продукции (маски, защитные костюмы, перчатки, пакеты, электроды, шприцы, катетеры и трубки); среди крупнейших компаний выделяются Kindly Enterprise Development Group, Intco Medical, 3M и Covidien.

## Металлургия и металлообработка
Главным предприятием отрасли является комбинат Baoshan Iron and Steel, входящий в состав крупнейшей металлургической корпорации мира China Baowu Steel Group. Baoshan Iron and Steel и его дочерние структуры (Baosteel Metal и Baosteel Packaging) производят сталь и чугун; листы и металлоконструкции для производства судов и автомобилей, строительства зданий, мостов и туннелей; металлическую тару (банки). Совместное предприятие компаний Baosteel и Kobe Steel производит алюминиевые листы для автомобильной промышленности. Завод Shanghai Hailiang Copper производит медные трубы и фитинги.  

## Пищевая промышленность

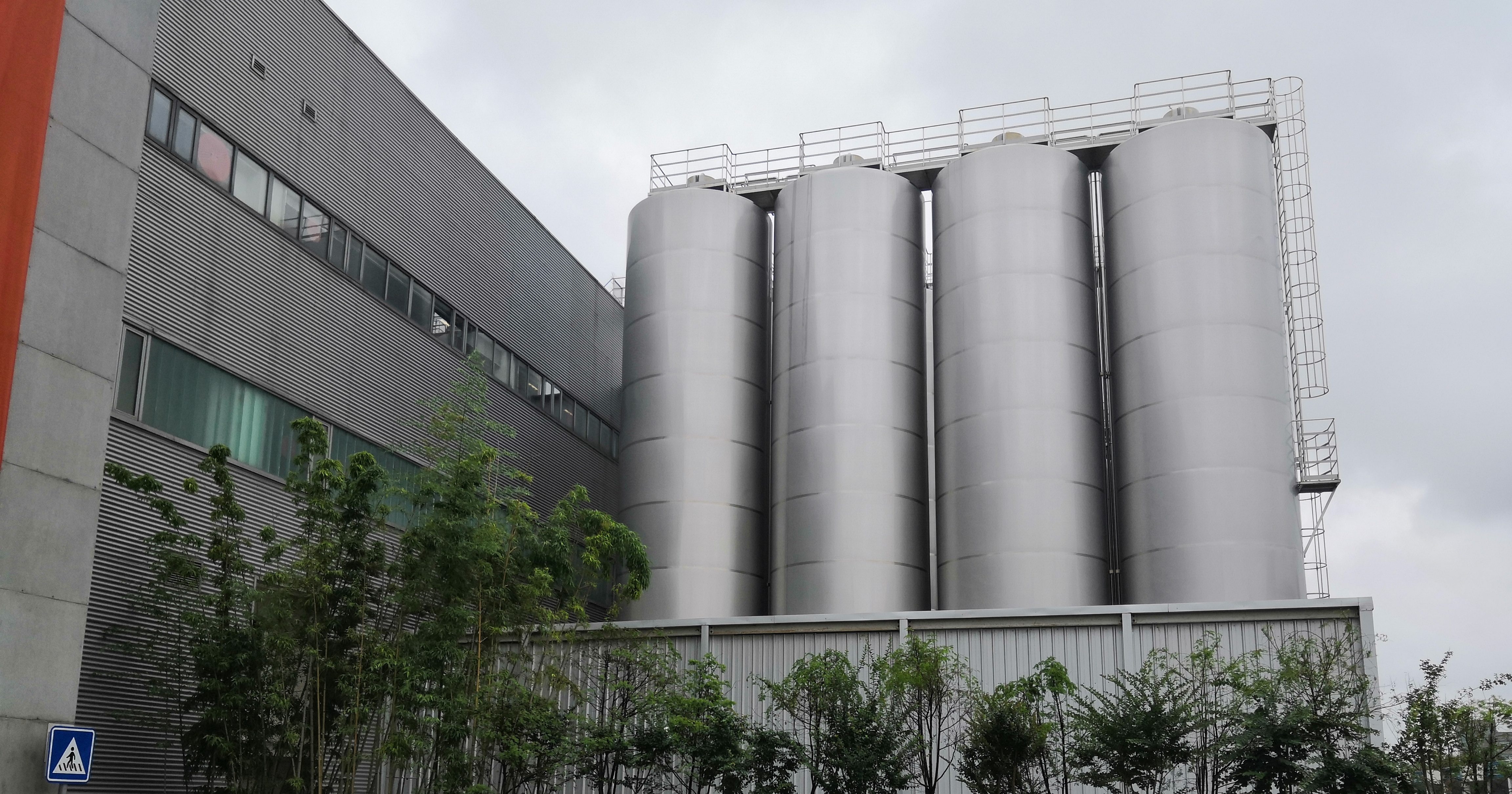
Молочная фабрика компании Bright Dairy

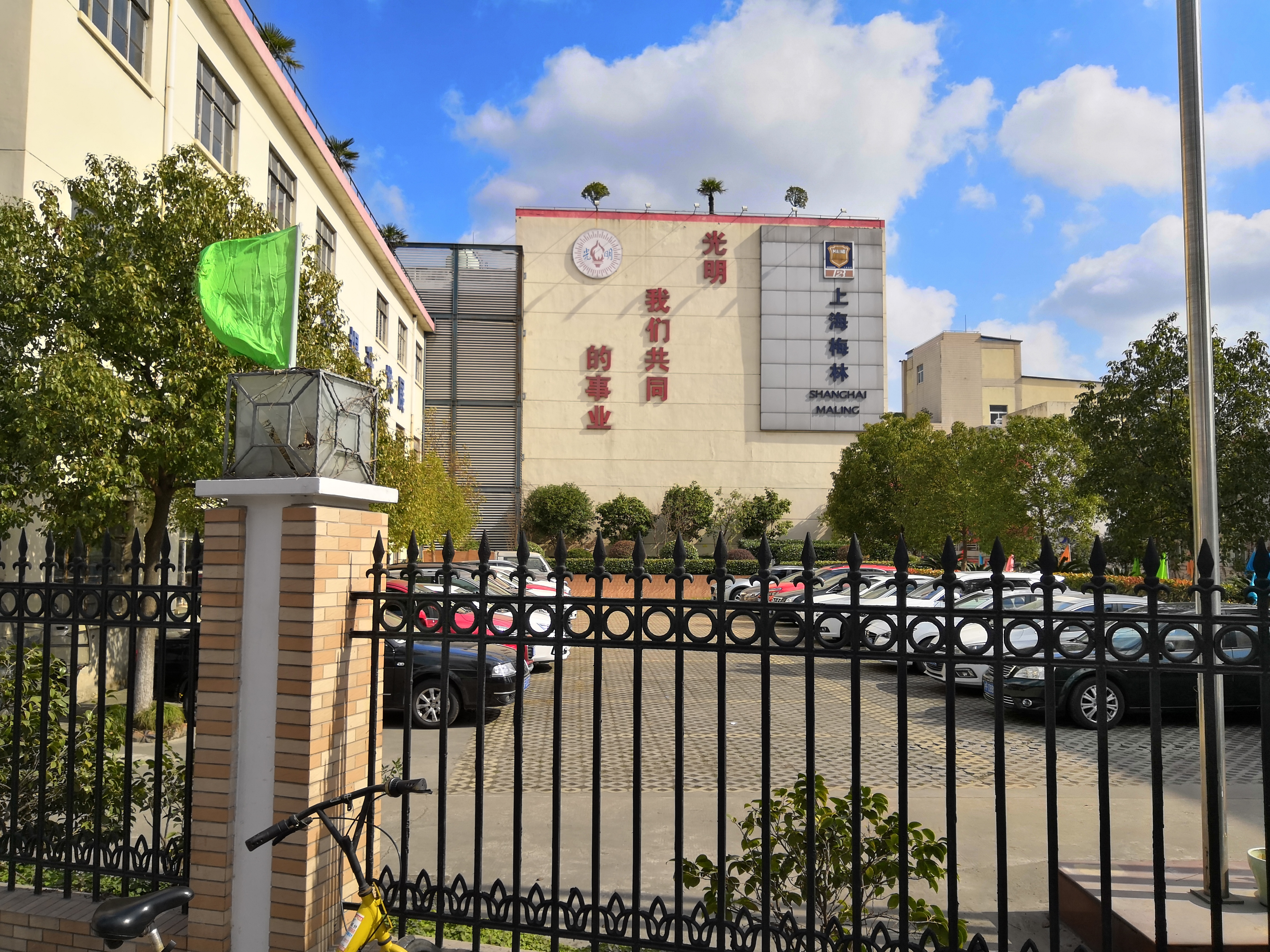
Пищевая фабрика компании Maling Aquarius

В Шанхае базируются три компании, входящие в десятку крупнейших пищевых компаний Китая — Yihai Kerry Arawana Holdings (растительные масла, растительные и животные  жиры, сухое соевое молоко, мука и рисовая лапша), Bright Food (йогурты, мороженое, сухое и пакетированное молоко, сметана, творог, сыры, детское питание, печенье, конфеты, мясные консервы, маринованные овощи, фасованные рис и сахар, бутилированная вода, фруктовые соки, рисовое вино, уксус, оливковое масло, соусы) и Want Want China (рисовые крекеры, конфеты, печенье, фасованные орехи, лапша, ароматизированные молочные напитки).
Среди других крупных пищевых предприятий Шанхая выделяются Shanghai Maling Aquarius (подразделение Bright Food по выпуску мясных и овощных консервов, кондитерских изделий, соусов и специй), Pengdu Agriculture & Animal Husbandry (мясные и молочные продукты), Shanghai Milkground Food Tech (масло, сыр, пакетированное молоко, йогурт, молочные напитки и крем), Apple Flavor & Fragrance Group (пищевые и табачные ароматизаторы), Ziyan Foods (полуфабрикаты из мяса птицы), Huabao Flavours & Fragrances (пищевые и табачные ароматизаторы), Vitasoy (соевые и фруктовые напитки), Wrigley (кондитерские изделия).
Крупнейшим производителем кормов для домашних животных является компания Wing Pet Food, входящая в состав немецкой группы Symrise.

## Текстильная и швейная промышленность
Шанхай является крупным центром производства ниток, пряжи, тканей, микроволокна, готовой одежды и обуви (в том числе спортивной и детской). Крупнейшими производителями одежды являются Bosideng International, Metersbonwe и Semir Garment (владеет Shanghai Semir Industrial Park в районе Миньхан). В секторе промышленного текстиля представлены компании Shanghai Shenda и Huafon Microfibre, в секторе домашнего текстиля и белья — Luolai Lifestyle Technology, Shuixing Home Textile и Shanghai Dragon Corporation, в секторе хлопчатобумажных тканей и пряжи — Texhong Textile Group.

## Деревообрабатывающая промышленность
Шанхай является крупным центром производства бумаги (в том числе офисной, газетной и туалетной), картона, упаковочных материалов и изделий (коробок, пакетов и конвертов), домашней и офисной мебели. В секторе бумаги и бумажной упаковки в городе представлены предприятия китайских компаний Shanying International Holdings и Jinguang Paper Industry, а также международных корпораций Sinar Mas Paper и International Paper; в мебельном секторе представлена Yuexing Group.

## Производство стройматериалов
В Шанхае производят цемент, бетон, дорожное покрытие, материалы для отделки и утепления домов, окна, двери, навесные фасады, керамическую плитку и бытовую сантехнику. В секторе стройматериалов крупнейшими компаниями являются South Cement Company (подразделение China National Building Material Group), Shanghai Construction Building Materials Technology Group (подразделение Shanghai Construction Group), Issey Engineering Industrial и Morgan Advanced Materials.

## Другие отрасли
В Шанхае базируются компании M&G Stationery (производство канцтоваров), Korrun (производство чемоданов, рюкзаков и сумок), Double Happiness (производство спортивного инвентаря).